# Toma I. Moslavački
Toma I. Moslavački (prvi spomen 1217., posljednji spomen 1231.) je bio hrvatski plemenitaš iz obitelji Moslavačkih.
Sin je Makarija I., rodonačelnika Moslavačkih, od kojih je prema nekim povjesničarima nastala obitelj Čupora Moslavačkih.
1221. godine zabilježen je kao prvi vukovski župan. Neke ga isprave spominju kao bana (1229.)
Imao je troje braće i dvoje sinova, sudca Kumana Grgura II. i Tomu II te četiri kćeri. Unuk Tome I. po sinu Tomi II., Stjepan II., rodonačelnik je Čupora Moslavačkih.
Toma I. imao je posjede u Bačkoj, Baranji i Srijemu.